# Spoorlijn aansluiting Essen-Dellwig Ost - Bottrop Hauptbahnhof
De spoorlijn aansluiting Essen-Dellwig Ost - Bottrop Hauptbahnhof is een Duitse spoorlijn en is als spoorlijn 2248 onder beheer van DB Netze.

## Geschiedenis
Het traject werd door de Deutsche Reichsbahn geopend op 1 juli 1922.  

## Treindiensten
De NordWestBahn verzorgt het personenvervoer op dit traject met RE treinen.
| Serie | Treinsoort                      | Route                                                                                | Bijzonderheden                                                     |
| ----- | ------------------------------- | ------------------------------------------------------------------------------------ | ------------------------------------------------------------------ |
| RE 14 | Regional-Express (NordWestBahn) | Essen Hbf – Bottrop Hbf – Gladbeck West – Dorsten – Hervest-Dorsten – Borken (Westf) | Der Borkener Zondagmorgen 1x per twee uur tussen Dorsten en Borken |

### S-Bahn Rhein-Ruhr
Op het traject rijdt de S-Bahn Rhein-Ruhr de volgende routes:
| Serie | Treinsoort            | Route | Bijzonderheden |
| ----- | --------------------- | --- | -------------- |
| S 9   | S-Bahn (DB Regio NRW) | Haltern am See – Marl Mitte – Bottrop Hbf – Essen Hbf – Essen-Kupferdreh – Velbert-Langenberg – Wuppertal-Vohwinkel – Wuppertal Hbf |                |

## Aansluitingen
In de volgende plaatsen is er een aansluiting op de volgende spoorlijnen:
aansluiting Essen-Dellwig Ost
DB 2280, spoorlijn tussen de aansluiting Walzwerk en Essen West
Bottrop Hauptbahnhof
DB 2250, spoorlijn tussen Oberhausen-Osterfeld Süd en Hamm

## Elektrificatie
Het traject werd in 1980 geëlektrificeerd met een wisselspanning van 15.000 volt 16⅔ Hz.